# Saint-Jean-d'Aubrigoux
Saint-Jean-d'Aubrigoux é uma comuna francesa na região administrativa de Auvérnia-Ródano-Alpes, no departamento de Alto Loire. Estende-se por uma área de 17,33 km². Em 2010 a comuna tinha 179 habitantes (densidade: 10,3 hab./km²).